# David Bergelson
David (sau Dovid) Bergelson (12 august 1884–12 august 1952) a fost un scriitor sovietic de limbă idiș, evreu născut în Ucraina. A trăit pentru un timp la Berlin. Ulterior, s-a mutat înapoi în Uniunea Sovietică atunci când în Germania a venit la putere Adolf Hitler.
A fost executat la 12 august 1952 din ordinul lui Stalin, alături de alți scriitori și intelectuali evrei, în cadrul unei campanii antisemite în numele luptei împotriva „cosmopoliților apatrizi” și a unei politici care viza anihilarea culturii idiș în Uniunea Sovietică. A fost reabilitat în timpul destalinizării din vremea regimului lui Hrușciov.

## Biografie
S-a născut în 1884 în târgul (ștetel) Ohrimovo, în ucrainiană Sarnî, în districtul (uezd) Lipoveț din Gubernia Kiev, în Ucraina, pe atunci parte a Imperiului Rus, în zilele noastre în Raionul Monastîrîșce, din Regiunea Cerkasî din Ucraina. A fost fiul unei familii evreiești hasidice înstărite , cu mulți copii. Tatăl său, Rafael (Reful) Mordkovici Bergelson, era negustor de cereale și cherestea. Mama sa se numea Reizel sau Reizia și provenea dintr-o familie cultivată, iubitoare de literatură.
În copilărie târgul natal a fost lovit, ca si alte localități locuite de mulți evrei, de pogromuri  în urma asasinării țarului Alexandru al II-lea de către cinci tineri revoluționari, între care și un evreu. Limba maternă a scriitorului a fost idiș si el a fost educat de profesori particulari,, intelectuali din mișcarea de emancipare culturală Haskala care l-au învățat, între altele, ebraica și rusa.
Era încă adolescent când amândoi părinții i-au murit
si s-a aflat o vreme sub supravegherea fraților săi mai mari.
Din 1903 Berlgelson s-a stabilit la Kiev.El a trecut acolo examene externe de  terminare a studiilor gimnaziale și a învățat stomatologia, pe care, însă, nu a practicat-o.,

### Activitatea literară și jurnalistică
A inceput să scrie în perioada de după Revoluția rusă din 1905. Primele sale scrieri s-au aflat sub influența lui Cehov, povestiri despre tineri intelectuali laici, frustrați și neîmpliniți
în viața din târgurile de provincie
A scris mai întâi în ebraică și în rusă, dar reușita a venit abia după ce s-a întors la idișul matern: prima lui carte apreciată a fost Arum Vokzal (Lângă gară), o nuvelă pe care a publicat-o în 1909, pe socoteala sa la Varșovia.
În 1917 a întemeiat la Kiev Liga Culturii Evreiești de avangardă.
În primavara 1921 cu un pașaport lituanian  a plecat la Berlin, unde trăit în anii Republicii de la Weimar. A călătorit mult prin Europa, iar ăn 1929-1930 a vizitat Statele Unite, mai ales New York, Chicago, Philadelphia. 
După Hoberman, Bergelson a devenit cel mai cunoscut și cel mai bine remunerat scriitor idiș din anii 1920.
Până la mijlocul anilor 1920 a scris pentru  ziarul social democrat în idiș Forverts (Înainte) din New York.
Eseul sau din 1926 "Three Centers" exprima ideea că Uniunea Sovietică, în care limba si literatura idiș au început să beneficieze de auspicii favorabile oficiale, depășea Statele Unite cele asimilaționiste și Polonia cea înapoiată, ca arenă de viitor a literaturii idiș.
Bergelson a început să scrie pentru presa comunistă evreiască din New York (Morgen Freiheit) și din Moscova („Emes - adică Adevărul)  iar în 1933 după urcarea lui Hitler la putere în Germania, a revenit în Uniunea Sovietică.
A fost impresionat pozitiv de planurile regimului sovietic de încurajare a unei autonomii evreiești în regiunea Amurului, în Birobidjan unde a călătorit de trei ori și, la un moment dat, a declarat că are de gând să se stabilească acolo. . În timpul Marelui Război pentru Apărarea Patriei (1941-1945) a fost cooptat în Comitetul Antifascist Evreiesc care a fost utilizat de regimul lui Stalin în propaganda sa în rândurile intelectualilor si maselor evreiești din S.U.A. și din Occident. A fost unul din redactorii organului acestui comitet, in limba idiș, Eynikait (Unitate) .
După razboi comitetul a fost desfiintat, iar membrii săi au devenit una din țintele campaniei antisemite declansate de Stalin în numele luptei impotriva „naționalismului evreiesc” și a „cosmopolitismului apatrid”. 
În ianuarie 1949 a fost arestat iar, după un timp, judecat în secret, iar de ziua sa de naștere, la 12 august 1952, a fost executat prin împușcare, împreună cu alți 12 intelectuali evrei, la închisoarea Lubianka din Moscova.
După moartea lui Stalin, în 1955 a fost reabilitat postum, iar in 1961 autoritățile sovietice au permis publicarea operelor sale complete.

### Viața privată
Bergelson s-a căsătorit în 1917 la Odesa cu Țila (Tzipora) Lvovna Kuțenogaia (1896-1968), fiica negustorului Levi Aizikovici Kuțenogoi din Haisin.
Unicul lor fiu, Lev Davidovici Bergelson sau Levi Bergelson (1918-2014), a fost un eminent biochimist sovietic. El a servit în Armata Sovietică în cel de-al Doilea Război Mondial. În 1991 el a emigrat în Israel, cu soția sa Naomi. A fost profesor la Universitatea Ebraică din Ierusalim și a murit la adânci bătrânețe în 2014.
Nepoata de soră a lui Bergelson, Vera (Dvora) Solomonovona Horol (1894-1982) a fot scriitoare pentru copii în limbile idiș și rusă, și soția literatului și istoricului Abram Davidovici Iudițki (1886-1943) și mama inginerului Semion Iudițki.
O fiică de nepoată, Sheli Solomonovna Barim (n.1931) a fost o poetă, traducătoare și bbliografa principala la Biserica de stat Lenin din Moscova, soția poetului și ziaristului Mihail Iskrin (Katzelenbogen).

## Opere

### Selecție de scrieri
- Arum Vokzal (La depou, roman, 1909)
- Opgang (Plecare ,roman, 1913)
- Nokh Alemen (La urma urmelor, roman, 1913)
- Midas hadin (Judecată divină,roman, 1925)
- Three Centers (eseu, 1926)
- Șturemteg (Zile furtunoase - nuvele, 1928)
- Bam Dnieper (Pe Nipru, roman, 1932)
- Penek    (roman, 1937)
- The Jewish Autonomous Region (articol publicat de Foreign Languages Publishing House, Moscova)
- Naye Dersteylungen (Povestiri noi - povestiri de război, 1947)
- Țvei velten (Două lumi) - roman, 1948

#### Piese de teatru
- Prinț Reuveni
- Midas Hadin
- Di broit-mil - Der Toiber